# Koperszadzki Żleb

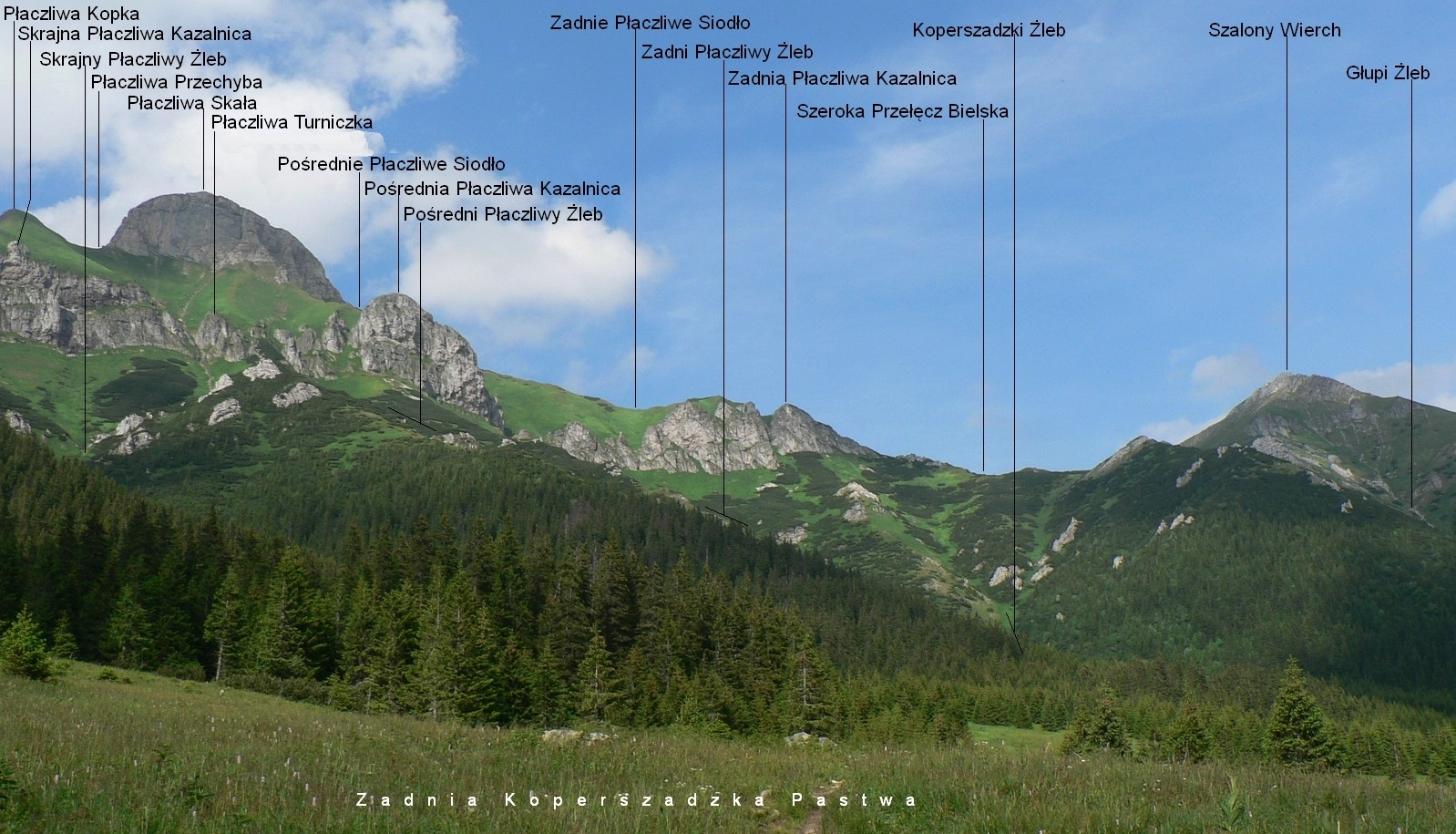

Koperszadzki Żleb – żleb na wschodnich zboczach Doliny Zadnich Koperszadów w Tatrach Słowackich. Opada z Szerokiej Przełęczy Bielskiej dwoma korytami, które wkrótce łączą się z sobą. Jest to średnio stromy żleb o trawiastym dnie. Około 150 m powyżej znakowanego szlaku turystycznego wiodącego Doliną Zadnich Koperszadów uchodzi do Zadniego Płaczliwego Żlebu. Poniżej szlaku jest płytko wcięty – to skutek porowatego wapiennego podłoża wchłaniającego wodę.
Koperszadzki Żleb znajduje się na północ od Przełęczy pod Kopą, a zatem jeszcze w obrębie Tatr Bielskich. Nazwę żlebu wprowadził Władysław Cywiński w swoim przewodniku Tatry. Tom 4. 